# Har du mod att följa Jesus
Har du mod att följa Jesus är en psalm bland flera andra i Emil Gustafsons psalmbok Hjärtesånger i dess 5:e upplaga. Där har psalmen fyra strofer i verserna plus fyra strofer refräng. Gustafsons signatur E. G-n visar att han står för texten, som han grundade i Matteusevangeliet 11:29. I Herde-Rösten har psalmen fem verser med åtta strofer i vardera. Utöver inledningsstrofen är texten radikalt omarbetad. Det anges inget ursprung eller ansvar för bearbetningen. Uppgifter om tonsättare saknas.
En psalmtext från 1859 av Lina Sandell har samma titel, men grundas i Matteusevangeliet 16:24 . Hennes text har fem verser med fyra strofer i varje och har ingen refräng eller kör. Texten bearbetades 1987 av Pereric Boström. Musiken till texten var troligtvis av tyskt ursprung.

## Publicerad i
- Hemlandssånger 1891 som nr 228 och 229 under rubriken "Trin", i Lina Sandells bägge versioner och till olika melodier.
- Herde-Rösten 1892 som nr 104 under rubriken Jesu ledning och efterföljelse
- Herde-Rösten 1892 som nr 328 under rubriken Jesu ledning och efterföljelse i Lina Sandells version
- Nya Pilgrimssånger 1892 som nr 216 med 8 verser under rubriken Det kristliga lifwet. Kristi efterföljelse.
- Hjärtesånger 1895 som nr 80 under rubriken Jesu efterföljelse
- Metodistkyrkans psalmbok 1896 som nr 231, i Lina Sandells version, under rubriken Varning och inbjudningssång.
- Svensk söndagsskolsångbok 1908 som nr 176 under rubriken Jesu efterföljelse
- Svenska Missionsförbundets sångbok 1920 som nr 195 under rubriken Kallelse och väckelse
- Fridstoner 1926 som nr 63 under rubriken Frälsnings- och helgelsesånger
- Frälsningsarméns sångbok 1929 som nr 41 under rubriken Frälsningssånger - Varning och väckelse
- Musik till Frälsningsarméns sångbok 1930 som nr 41
- Segertoner 1930 som nr 146
- Sionstoner 1935 som nr 295 under rubriken Nådens ordning: Väckelse och omvändelse
- Guds lov 1935 som nr 122 under rubriken "Väckelse och inbjudan
- Sånger och psalmer 1951 som nr 309 under rubriken "Troslivet. Kristen bekännelse och kamp".
- Sions Sånger 1951 som nr 61
- Segertoner 1960 som nr 458
- Frälsningsarméns sångbok 1968 som nr 35 under rubriken Frälsning
- Sions Sånger 1981 som nr 64 under rubriken Nådekallelsen
- Psalmer och Sånger 1987 som nr 584 under rubriken "Att leva av tro - Kallelse".[3]
- Segertoner 1988 som nr 490 under rubriken "Att leva av tro - Kallelse - inbjudan".[2]
- Lova Herren 1988 som nr 289 under rubriken Kallelsen till Guds rike